# Sant Antoni de Pàdua de l'Aleixar
Sant Antoni de Pàdua de l'Aleixar és una antiga ermita de l'Aleixar (Baix Camp) inclosa a l'Inventari del Patrimoni Arquitectònic de Catalunya.

## Descripció
Edifici de planta rectangular, del qual només en queden quatre parets. Obra de paredat, amb reforços de maons. La coberta havia estat a dues vessants.

## Història
Ermita dedicada a Sant Antoni, documentada almenys des del 1733. S'enrunà al primer terç del segle xix. Els documents l'esmenten com "Capella de Sant Antoni". Sembla que patí les conseqüències de la primera Guerra Carlina.